# Cam Neely
Cameron Michael Neely, detto Cam (Maple Ridge, 6 giugno 1965), è un ex hockeista su ghiaccio canadese.

## Biografia
Nel corso della sua carriera ha giocato con Portland Winter Hawks (1982-1984), Vancouver Canucks (1984-1986) e Boston Bruins (1986-1996). Si è aggiudicato il Bill Masterton Memorial Trophy nel 1994, mentre nel 2005 è stato inserito nella Hockey Hall of Fame.
Ha anche recitato in piccole parti o cameo in diversi film; il suo ruolo più famoso è quello di "Grande Mulo" in Scemo & più scemo, Io, me & Irene e Scemo & + scemo 2, tutti diretti dai fratelli Farrelly e con Jim Carrey come attore protagonista.

## Filmografia
- Scemo & più scemo, regia dei fratelli Farrelly (1994)
- Io, me & Irene, regia dei fratelli Farrelly (2000)
- Scemo & + scemo 2, regia dei fratelli Farrelly (2014)